# 赫蘇斯納薩雷諾區
13°09′19″S 74°13′05″W / 13.1554°S 74.2180°W
赫蘇斯納薩雷諾區（西班牙語：Distrito de Jesús Nazareno），是秘魯的一個區，位於該國中南部阿亞庫喬大區的瓦曼加省，始建於2000年6月6日，面積17.8平方公里，海拔高度2,780米，2005年人口15,248，人口密度每平方公里860人。